# Manuel Álvarez Laviada
Manuel Álvarez-Laviada i Alzueta (Trubia, 1892 - Madrid, 1958) va ser un escultor  espanyol.
Fill de Paulino Álvarez-Laviada, advocat i escriptor, i germà de Fernando Álvarez-Laviada, escriptor. Així mateix, era nebot de l'escultor Cipriano Folgueras Doiztúa.
Estudià a l'Escola Especial de Pintura, Escultura i Gravat de Madrid i va estar pensionat a l'Acadèmia Espanyola de Belles Arts de Roma, en aquesta època va fer diversos viatges per Europa per ampliar coneixements.
Va obtenir la càtedra a la Reial Acadèmia de Belles Arts de San Fernando de Madrid i malgrat era reticent a fer exposicions, participà en l'Exposició Universal de Barcelona de 1929, on li van donar la segona medalla i en l'Exposició Nacional de Belles Arts de Madrid l'any 1930 on va aconseguir la primera medalla.

## Obres

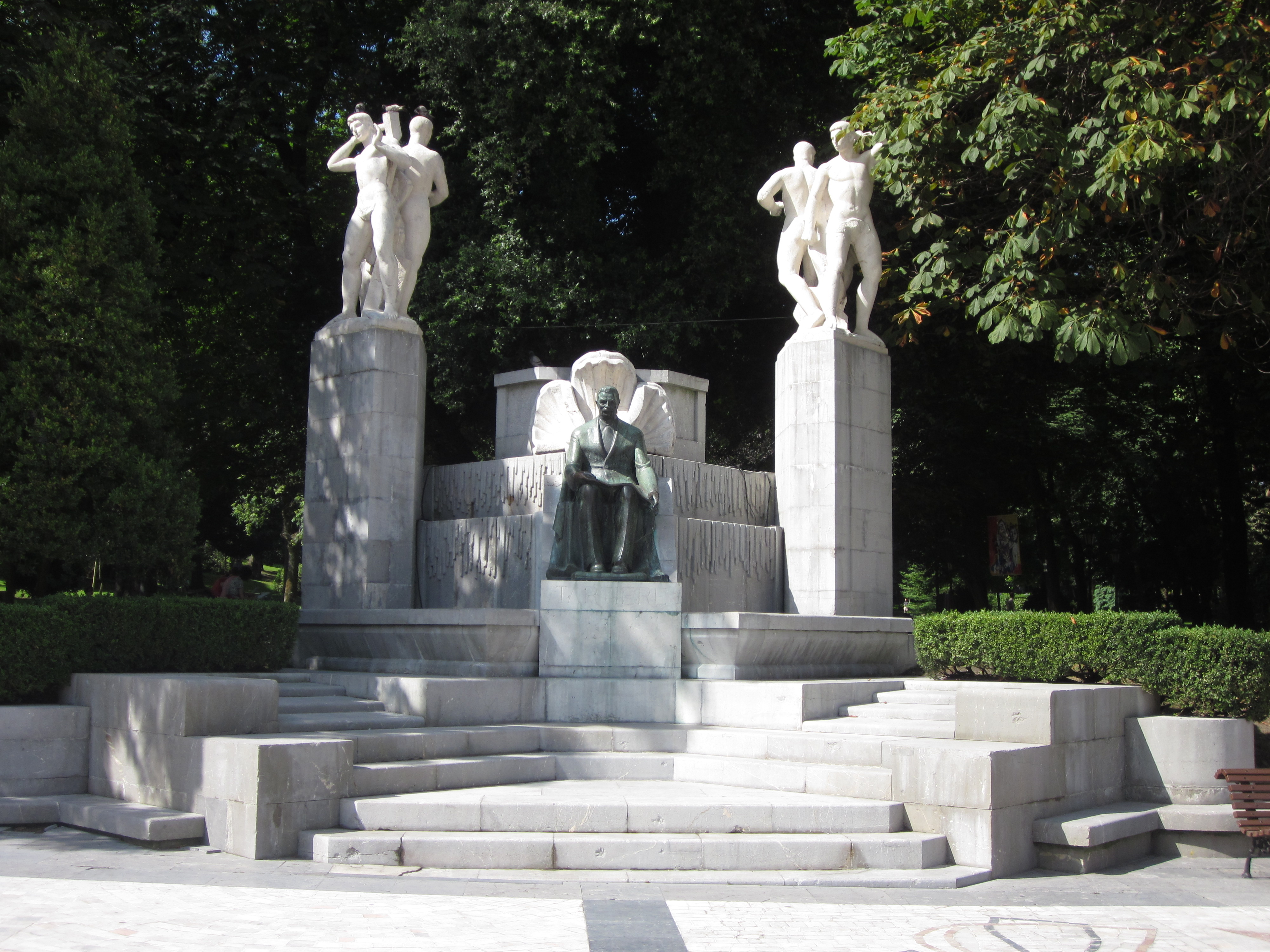
Monument a Josep Tartiere Lenegre (1848-1927), erigit en 1933 obra de Manuel Álvarez Laviada i Víctor Hevia Granda.

- 1931 Monument a  Leopoldo Alas "Clarín" al Campo de San Francisco a Oviedo, amb col·laboració de Víctor Hevia Granda.
- 1933 Monument a José Tartiere en col·laboració amb Víctor Hevia en el Campo de San Francisco a Oviedo
- Escultures a la Universitat Laboral de Gijón
- 1947 Monument a Josep Maluquer Salvador (Barcelona)[1]
- 1948 Bust de D. Cifuentes Suárez. Gijón
- 1950 Alegoría. Parc Isabel la Catòlica. Gijón
- 1951 Monument a Evaristo Valle. Gijón
- 1954 Monument a la Immaculada. Pamplona
- 1955 Monument a Alexander Fleming. Gijón
- 1956 Monument a Manolete.  Còrdova
- Assumpció de la Mare de Déu.  Santander
- 1958 Monument als  Herois de Simancas. Gijón
- 195? Monument a  Manuel Suárez. La Felguera